# Успасських Віктор Вікторович
Успасських Віктор Вікторович, Віктор Успаскіх (лит. Viktoras Uspaskichas, Viktor Ouspaskitch; 24 липня 1959 року, Урдома, Росія) — литовський підприємець, політик, лідер партії праці Литви (засновник 2003 року). Власник литовського харчового концерну Vikonda. 1997 року був обраний президентом Національної конфедерації дрібного і середнього бізнесу, з 1999 по 2003 рік був президентом Конфедерації підприємців та роботодавців Литви. У 2000 році пройшов до Сейму Литви за списками соціал-ліберальної партії «Новий союз». Потім став головою економічного комітету Сейму, але в 2003 році подав у відставку. З 2004 по 2005 роки — міністр економіки Литви. Депутат Європарламенту з 2009 року.

## Біографія
Віктор Вікторович народився 24 липня 1959 року в селищі Урдома Архангельської області (СРСР) в родині звичайного працівника лісового господарства. 1976 року закінчив дев'ятирічну школу, здобувши фах зварювальника, почав працювати за фахом. У 1977—1979 роках Успасських служив в лавах Радянської армії. У 1985 році він вперше приїхав до Литви на будівництво газопроводу «Північне сяйво» в Паневежиському районі. Після цього Успасських працював в Фінляндії і Білорусі, але через два роки його бригаду знову запросили до Литви на будівництво гілки газопроводу до Кедайняй. Коли Радянський Союз розпався, Успасських отримав громадянство і залишився в Литві.
Підприємницька діяльність в 1990-х роках потребувала нових знань, тому він вирішив здобути вищу економічну освіту в Московському інституті народного господарства імені Плеханова за фахом «економіка». Московську академію він закінчив 1993 року, а в 1999 році — магістратуру Каунаського технологічного університету. 2000 року вступив до аспірантури цього університету. Пізніше в пресі з'являлись повідомлення про підроблений диплом про вищу освіту.

### Підприємницька діяльність
У 1990 році в місті Кедайняй Успасських зареєстрував закрите акціонерне товариство «Efektas» — першу фірму майбутнього концерну Vikonda. Згодом холдинг розширився до 30 компаній, в яких було працевлаштовано близько 4 тисяч осіб місцевого населення. Крім того, Успасських вкладав багато коштів у благоустрій та розвиток свого підприємства, чим завоював популярність серед місцевих жителів.
Підприємницька діяльність Успасських була пов'язана з двома галузями: поставками газу і харчовою промисловістю. Ще з часів своєї роботи зварювальником на будівництві газо- та нафтопроводів він зрозумів усю перспективність цієї галузі. При цьому Успасських дружив із заступником голови правління «Газпрому» Миколою Гуслистим, який відповідав за бартерні угоди російської газової монополії. На початку 1990-х років Литва найчастіше розплачувалася за газ по бартеру, нерідко продуктами харчування. Концерн Vikonda, директором якого Успасських був в 1993—1996 роках і президентом — в 1996—2000 роках, займався виробництвом продуктів харчування і до 1996 року став контролювати близько 80 % поставок газу до країни. Так власник концерну заробив статок в 54 мільйони доларів США і став одним з найбагатших людей Литви. До 2000 року в «Газпромі» почали позбавлятися від бартерних схем, старі знайомі Успасського покинули газову монополію. Тоді він відійшов від бізнесу і почав активно займатися політикою. Його справу продовжила друга дружина, Йоланта Блажен, головний акціонер концерну Vikonda. На червень 2007 року вона займала 26 місце серед 30 найбагатших литовців зі статком у 110 мільйонів літів (43 мільйони доларів), а 2008 року її було визнано найбагатшою жінкою Литви.

### Політична діяльність
У 2000 році Віктор Успасських пройшов до литовського парламенту за списками соціал-ліберальної партії «Новий союз». Пізніше був обраний головою економічного комітету сейму, але 2003 році подав у відставку.
У 2003 році Успасських заснував Партію праці, яка несподівано для всіх перемогла на парламентських виборах 2004 року, отримавши 39 мандатів з 141. Це дозволило Успасських провести на міністерські посади (юстиції, культури, внутрішніх справ, охорони здоров'я) 4 однопартійців, а самому зайняти пост міністра економіки Литви. Партія отримала 5 місць з 13 литовських в Європарламенті. Програмними цілями партії були заявлені: підвищення зарплат і пенсій, підтримка середнього та малого підприємництва, боротьба з корупцією. Успасських завжди підкреслював, що він росіянин, але при цьому зарекомендував себе лояльним громадянином Литви, швидко вивчив литовську мову і з розумінням ставився до проблем литовського суспільства. Незважаючи на це, політична еліта Литви негативно сприйняла появу росіянина в уряді, опоненти стали шукати компромат на нього, почалися скандали в засобах масової інформації, що закінчилися кримінальним переслідуванням.

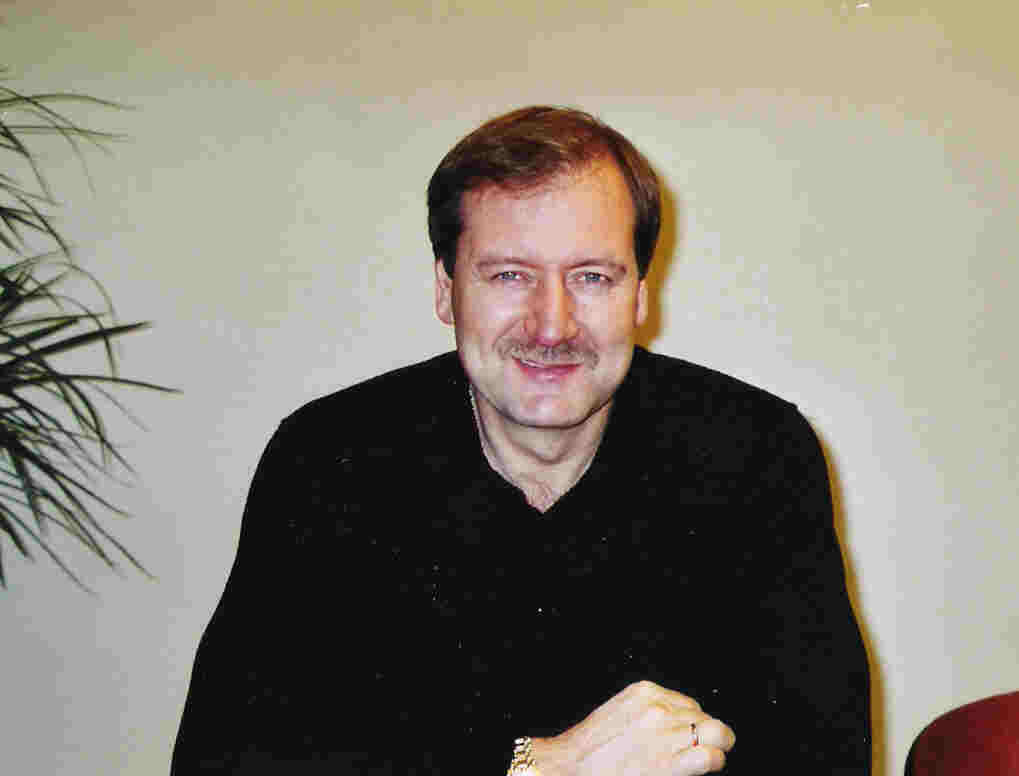
Віктор Успасських 2005 року

Через півроку після того як Успасський обійняв посаду міністра економіки з'ясувалося, що він порушив закон про узгодження приватних і службових інтересів. Так, він без узгодження з урядом Литви і муніципалітетом міста Вільнюса запропонував уряду Москви ідею створення спільного підприємства на базі агропромислового комплексу «Krekenavos agrofirma», частина акцій якого належить його дружині. В результаті скандалу Успасському довелося піти у відставку — 20 червня 2005 року президент Литви Валдас Адамкус підписав декрет про відставку лідера партії праці з поста міністра господарства Власне Віктор Успасських не визнав свою вину і заявляв, що його прізвище випадково потрапило до службового листування, на підставі якого його звинувачували, тобто московські чиновники лише перераховували перспективні підприємства Литви і вказували їхніх власників у листуванні.
Навесні 2006 року генеральна прокуратура Литви звинуватила лідера партії праці в наданні податковій інспекції і головній виборчій комісії Литви невірних даних про отримані доходи. Одночасно лунали звинувачення на адресу його однопартійців щодо дачі хабарів депутатам литовського парламенту. Департамент державної безпеки Литви почав своє розслідування про фінансування партії праці російськими спецслужбами. Члени партії підозрювалися в тому, що не задекларували, тобто привласнили кошти на суму близько 4,3 мільйона євро. У травні 2006 року Успасських призупинив свої повноваження на посаді голови партії праці й виїхав до Росії. 28 серпня 2006 року генпрокуратура Литви офіційно оголосила про видачу санкції на затримання і оголосила в міжнародний розшук Віктора Вікторовича в зв'язку з неявкою на допит. В інтерв'ю «Новым известиям» сам Успасських заявляв, що не ховався від правосуддя і що повідомив про своє місцезнаходження литовську владу, однак пред'явлені йому звинувачення визнав безпідставними, пояснивши це тим, що він не бухгалтер, а лише лідер політичної партії. За словами колишнього міністра, його від'їзд на батьківщину був пов'язаний зі смертю брата. 15 вересня 2006 року представники російських правоохоронних органів на прохання литовських колег затримали лідера партії праці Литви в Москві, але через добу відпустили під заставу. У відповідь Успасських попросив політичний притулок в Росії, проте на початку 2007 року відкликав своє прохання.
У січні 2007 року головна виборча комісія Литви позбавила недоторканності Віктора Успасських, зареєстрованого кандидатом у депутати місцевої ради самоврядування Кедяйняйского району. Це завадило його поверненню до Литви для участі в муніципальних виборах. Проте 26 вересня 2007 року Віктор повернувся до Литви, щоб узяти участь у позачергових виборах до литовського Сейму, і був затриманий прямо в аеропорту. Під час допиту йому були пред'явлені офіційні звинувачення за підозрою в неправдивому веденні звітності і надання помилкових даних про доходи партії до державної податкової інспекції і головної виборчої комісії. Наступного дня, 27 вересня він був випущений з ізолятора тимчасового утримання і поміщений під домашній арешт строком на 6 місяців. Успасських не вдалося перемогти на виборах до органів місцевого самоврядування, однак в листопаді 2007 року він був знову обраний головою партії праці Литви.
9 квітня 2008 року Вільнюський окружний суд не продовжив термін утримання Успасських під домашнім арештом і звільнив його під підписку про невиїзд, призначивши грошову заставу в розмірі 1,5 мільйона літів (понад 440 тис. євро). Суд пом'якшив запобіжний захід, врахувавши, що слідство у справі про фінансові порушення партії праці закінчено і сама справа передана до суду. Судові слухання були назначені на вересень 2008 року. Вільнюський окружний суд тричі накладав арешт на державну дотацію для партії Успасських. Генпрокуратура Литви вважає, що всі дотації на адресу цієї партії повинні арештовуватися до тих пір, поки не буде відхилений позов на 10 мільйонів літів (2,9 млн євро), що міститься в обвинувальному висновку проти цієї партії.
На виборах 12-26 жовтня 2008 року було обрано новий Сейм, в якому більшість місць отримали праві партії. Партія праці отримала 10 місць в парламенті і висловила бажання приєднатися до правлячої коаліції, щоб утворити конституційну більшість. Разом з мандатом Успасських отримав також депутатську недоторканність. Проте вже 9 грудня 2008 року депутати Сейму ухвалили рішення про позбавлення депутатської недоторканності Віктора Успасських. Таким чином, суд отримав можливість довести свою справу.

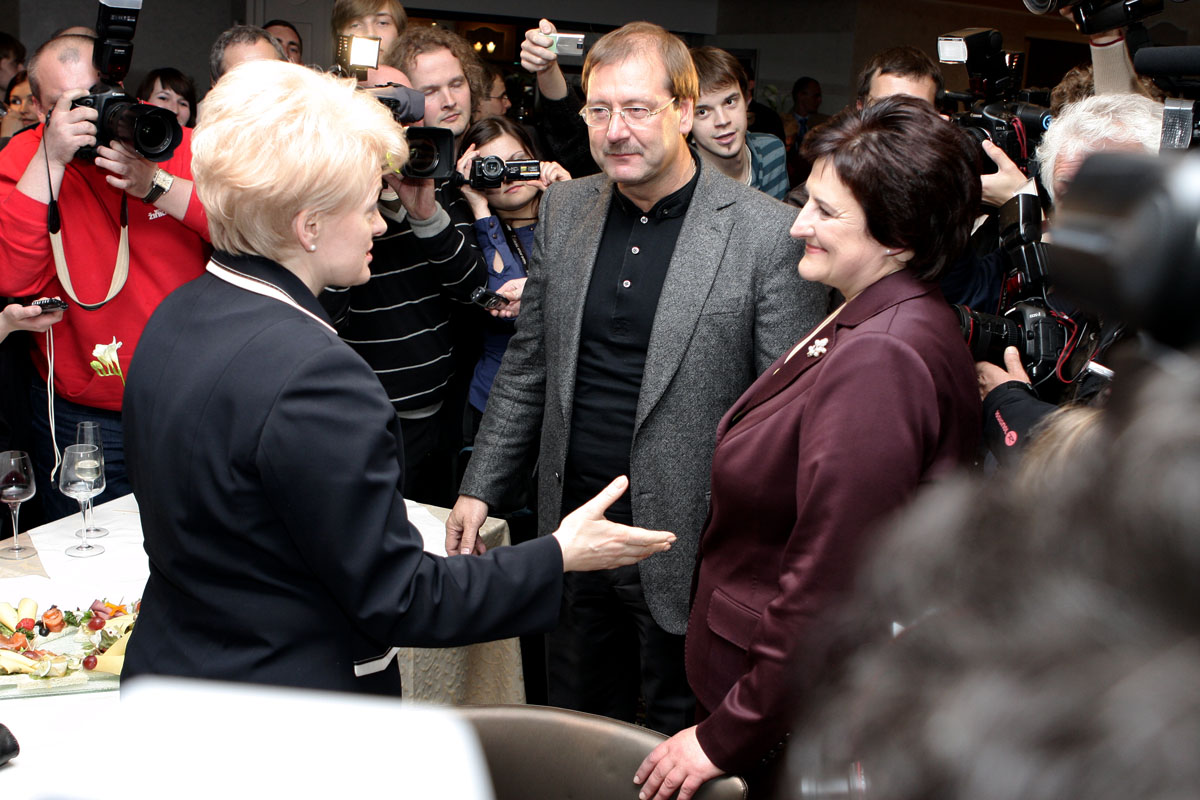
Даля Грібаускайте, Віктор Успасскіх і Лорета Граужінене

У червні 2009 року Партія праці отримала 8,56 % голосів на виборах до Європарламенту, єдиний мандат від партії отримав Успасських: він відмовився від місця в литовському Сеймі і знову отримав недоторканність, тепер вже як євродепутат. Поданий Генеральною прокуратурою Литви влітку того ж року запит на позбавлення його депутатської недоторканності був задоволений європарламентарями лише у вересні 2010 року.
У першому турі виборів до литовського Сейму 14 жовтня 2012 року партія праці здобула перемогу, набравши 21,3 % голосів виборців. 28 жовтня 2012 року в Литві відбувся другий тур парламентських виборів, який проходив по одномандатних округах. За підсумками голосування партія праці посіла 3-тє місце після соціал-демократів і консерваторів, лідируючи по 12 округах. Повідомлялося, що Успасських домовився про створення коаліції з главою соціал-демократів Альгірдасом Буткявічюсом і лідером партії «Порядок і справедливість» Роландасом Паксасом. Проте невдовзі парламентарі знов лишили Успасських депутатської недоторканості.
25 лютого 2013 року, на наступний день після дачі свідчень в суді в справі партії праці, Віктор опинився в лікарні, з підозрою на інфаркт. У липні 2013 року Вільнюський окружний суд виніс вирок у резонансній кримінальній справі — Віктор Успасських засуджений на 4 роки ув'язнення, Віталія Вонжутайте — на 3 роки, Марина Люткявічене — на 1, бухгалтер партії, Вітаутас Гапшіс відбувся штрафом у 37 тис. літів. Політична партія праці юридично припинила своє існування.
У травні 2015 року правничий комітет Європарламенту ухвалив рішення позбавити недоторканності лідера партії праці Віктора Успасських.

### Громадська діяльність
У 1997 році Успасських був обраний президентом Національної конфедерації дрібного і середнього бізнесу. З 1999 по 2003 рік очолював Конфедерацію підприємців та роботодавців Литви.
Успасських відомий в Росії як меценат, на кошти зароблені ним в Литві було збудовано храм Казанської ікони Божої Матері на його батьківщині в Урдомі, а також храм в санаторії «Одіссея-Лазаревське» в Сочі.

## Нагороди і відзнаки
Віктор Успасських отримав ряд громадських і церковних нагород:
- орден Святого Володимира від Російської Православної Церкви.
- орден Святого Даниїла.
- статуетка святого Миколая[2][4].

## Родина
Перший раз Віктор Успасських одружився 1987 року на Світлані, жительці білоруського міста Жлобин. Від цього шлюбу у нього є син Едуард і донька Юлія, які навчались в США.
1991 року Віктор Успасських одружується вдруге в Литві на Йоланті Блажен, яка очолила бізнес-процеси в концерні, після того як Віктор зайнявся політикою. У пари дві доньки — Лаура і Юсте.